# Irren-Offensive
Die Irren-Offensive wurde 1980 als Initiative ehemaliger psychiatrischer Patienten in West-Berlin gegründet. Die Gruppe vertritt eine antipsychiatrische Position. Die Irren-Offensive ist eine Bewegungsorganisation der Antipsychiatriebewegung.

## Geschichte
Die Irren-Offensive, die sich im Oktober 1982 als Verein eintragen ließ, dient laut Satzung „der Selbsthilfe von derzeitigen oder ehemaligen Psychiatrie-Insassen und -Insassinnen“ und „arbeitet darauf hin, Verständnis für Ver-rücktsein herzustellen und neue Formen des Lebens mit dem Ver-rücktsein zu finden“.
In seiner Geschichte hat der Verein Diskussionen zum Thema Selbstbestimmung von psychiatrischen Patienten in Deutschland angestoßen oder war an diesen beteiligt. Die Irren-Offensive wirkte an der Konzeption des psychiatrischen Testaments bzw. der Vorsorgevollmacht mit; in einer von ihr mitgetragenen Projektgruppe wurde auch die Konzeption des Weglaufhauses entwickelt. Bei der ersten psychiatriepolitischen Tagung der Bundesarbeitsgemeinschaft der Grünen 1984 in Berlin stellte die Gruppe das Konzept einer reformierten Sozialpsychiatrie, das vor der Tagung von den Grünen vertreten wurde, erfolgreich in Frage.
Der ehemalige Vizerektor der Universität Marburg, Dietmar Kamper, organisierte 1998 in Zusammenarbeit mit Gerburg Treusch-Dieter, Klaus-Jürgen Bruder und Wolf-Dieter Narr, der Irren-Offensive sowie der Berliner Volksbühne das Foucault-Tribunal zur Lage der Psychiatrie. Die Irren-Offensive war in der Folge auch maßgeblich an der Planung und Durchführung eines internationalen „Russell-Tribunals“ im Jahr 2001 in Berlin beteiligt, bei dem die World Psychiatric Association angeklagt wurde. Hierbei trat der Psychiater Thomas Szasz, Gründungsmitglied des Beirats der Kommission für Verstöße der Psychiatrie gegen Menschenrechte, einer Unterorganisation Scientologys, als „Chefankläger“ auf.
2002 vergab die Irren-Offensive den 1. Freiheitspreis an Thomas Szasz.
2005 ging der 2. Freiheitspreis an RA Thomas Saschenbrecker.
2010 bekam Wolf-Dieter Narr den 3. Freiheitspreis.
2022 bekamen den 4. Freiheitspreis die Rechtsanwälte Eckart Wähner, Alexander Paetow und David Schneider-Addae-Mensah.
Von der Irren-Offensive als Teil des „Werner-Fuß-Zentrums an der Freien Universität Berlin“ wurde 1999 ein „Lehrstuhl FÜR Wahnsinn“ ausgerufen. Das Zentrum ist benannt nach einem ca. 1994 verstorbenen Mitglied und Verkäufer der Zeitung der Irren-Offensive.
2004 wurde unter Beteiligung der Irren-Offensive durch Demonstrationen, Pressearbeit und Gespräche mit Bundestagsmitgliedern eine Änderung des § 1906 in der 1. Lesung des Betreuungsänderungsgesetzes verhindert, wodurch die Möglichkeit der ambulanten Zwangsbehandlung entfiel, die im Gesetzesentwurf unter § 1906a BGB vorgesehen war.